# (908) Buda
(908) Buda ist ein Asteroid des Hauptgürtels, der am 30. November 1918 vom deutschen Astronomen Max Wolf in Heidelberg entdeckt wurde.
Der Asteroid wurde nach der damaligen ungarischen Hauptstadt Buda benannt.